# Каїрська декларація прав людини в ісламі
Каїрська декларація прав людини в ісламі (араб. إعلان القاهرة لحقوق الإنسان في الإسلام) — регіональний теоцентричний міжнародно-правовий документ у сфері прав людини. Каїрська декларація прав людини прийнята 5 серпня 1990 року в Каїрі після схвалення на 19-й конференції міністрів закордонних справ держав-членів Організації Ісламського співробітництва.
Каїрська декларація заснована на принципах ісламу та ісламського права і проголошує рівність людей незалежно від раси, кольору шкіри, статі, релігійних переконань, соціального статусу тощо.
Іншими ісламськими документами в галузі прав людини є Загальна ісламська декларація прав людини (1981), Арабська хартія прав людини (1994) та Пакт про права дитини в ісламі (2005).

## Історія
У теоцентричних концепціях права́ людини найтіснішим чином пов'язані з божественною силою. Їх прихильники вважають, що Бог не тільки створив людину, а й наділив її певними правами і свободами. Перелік і опис цих прав містять як релігійні доктрини, так і священні книги.
У 1981 році ісламськими богословами був розроблений документ під назвою «Права́ людини в ісламі», який ліг в основу прийнятої 1990 року Каїрської декларації прав людини в ісламі.

## Основні положення
- Всі люди утворюють одну сім'ю, члени якої об'єднані покорою Господу і є нащадками Адама.
- Всі люди є слуги Господні, і найулюбленіші ним ті, які найкорисніші іншим його слугам, і ніхто не має переваги над іншими людьми, хіба що в благочесті і добрих справах.
- Життя є даром Господа, і право на життя гарантовано кожному.
- Жінка рівноправна з чоловіком в людській гідності й наділена як правами, так і обов'язками; вона має свій самостійний цивільний статус і фінансову незалежність, а також право зберігати своє ім'я та рід. Чоловік відповідає за добробут і благополуччя родини.
- Здобуття знань є обов'язком, а забезпечення освіти — зобов'язанням суспільства і держави.
- Іслам — релігія первозданної чистоти.
- Лихварство (араб. ربا, трансліт. ribā) суворо заборонено.
- Всі люди рівні перед законом без якої-то не було б різниці між правителями і керованими.
- Не може бути злочину чи покарання, якщо тільки вони не передбачені в шаріаті.
- Кожен має право на вільне вираження своєї думки таким чином, щоб це не суперечило принципам шаріату.
- Влада — це довіра; і зловживання нею або умисне її використання абсолютно неприпустимі в інтересах забезпечення гарантій основних прав людини.
- Ісламський шаріат є єдиним джерелом для тлумачення або пояснення будь-яких статей цієї Декларації.